# Saint-Julien-sous-les-Côtes
Saint-Julien-sous-les-Côtes is een gemeente in het Franse departement Meuse (regio Grand Est) en telt 139 inwoners (1999). De plaats maakt deel uit van het arrondissement Commercy.

## Geografie
De oppervlakte van Saint-Julien-sous-les-Côtes bedraagt 4,9 km², de bevolkingsdichtheid is 28,4 inwoners per km².
De onderstaande kaart toont de ligging van Saint-Julien-sous-les-Côtes met de belangrijkste infrastructuur en aangrenzende gemeenten.

## Demografie
Onderstaande figuur toont het verloop van het inwonertal (bron: INSEE-tellingen).

## Bekende inwoners
- Emile Gabriel Grison (1860-1942), bisschop